# 守屋磨瑳夫
守屋 磨瑳夫（もりや まさお、1889年（明治22年）3月15日 - 1964年〈昭和39年〉1月）は、日本の内務・警察官僚。民政党系官選沖縄県知事（17代）、青森県知事（35代）。

## 経歴
熊本県出身。守屋充次郎の長男として生まれる。第五高等学校を卒業後、1913年11月に文官高等試験行政科試験に合格。1914年に東京帝国大学法科大学法律学科（独法）を卒業。内務省に入省し静岡県警察部警部となる。
以後、静岡県理事官、兵庫県理事官・工場監督官、大阪府警視、警視庁警視、福島県書記官・福島県警察部長、社会局書記官・社会局保険部大阪出張所長などを歴任。
1929年7月5日、沖縄県知事に就任。県経済の振興に尽力。県政界は政友会系が多数を占めていたが、民政党派の勢力伸長に務めた。しかし、県民を軽視する姿勢が民政党県支部との対立を生み、知事排撃運動をもたらした。1930年8月26日、青森県知事に転任。凶作の復興対策に尽力。1931年12月18日、知事を休職。1932年1月29日、依願免本官となり退官した。
その後、海軍協会常務理事、神戸市助役を務めた。